# Ornitina
L-Ornitina é um aminoácido usado como suplemento dietético e no tratamento da hiperamoniemia e distúrbios hepáticos. Juntamente com a carnitina e a arginina, é usada para mobilizar as gorduras do organismo. Ajuda a estimular o sistema imunológico e tem grande influência na energia corporal, ajuda também na regeneração da célula hepática. Não deve ser usada em pessoas com tendência a esquizofrenia.
Em doses elevadas, a L-ornitina pode estimular a glândula hipófise a liberar hormônio do crescimento, podendo apresentar atividade anabólica e, desta forma, melhorar o desempenho físico de atletas. Entretanto, estudos demonstraram que a L-ornitina obtém maior efeito anabólico quando administrada em associação com a L-arginina.
As fontes naturais de L-ornitina são alimentos de origem animal como carnes em geral, ovos e leite e derivados. Como suplemento, a L-ornitina está disponível na forma de cápsulas, comprimidos, pós e em preparações orais e enterais, sozinho ou em associação com outros aminoácidos, como a L-arginina.